# Giordano Bruno Rossoni
Giordano Bruno Rossoni (Padova, 29 novembre 1909 – Mauthausen, 27 dicembre 1944) è stato un militare e aviatore italiano, decorato con la medaglia d'oro al valor militare alla memoria nel corso della seconda guerra mondiale.

## Biografia
Nacque a Padova il 29 novembre 1909. Nel febbraio 1926 si arruolò volontario nella Regia Aeronautica iniziando a frequentare l'anno successivo il corso per allievo sergente pilota. Nel giugno 1927 fu promosso aviere scelto, e nel gennaio 1938 conseguì il brevetto di pilota militare e il grado di sergente. Posto in congedo nel corso del 1930 fu richiamato in servizio a domanda l'anno successivo, promosso sergente maggiore nel 1935, venne nominato sottotenente di complemento nell'aprile dell'anno successivo e trasferito in Africa Orientale Italiana dove partecipò alla fase finale della guerra d'Etiopia e poi alle operazioni di grande polizia coloniale in Etiopia. Rientrò in Italia nell'aprile 1938 con la promozione a tenente in servizio permanente effettivo per meriti di guerra. Dopo l'entrata in guerra del Regno d'Italia, avvenuta il 10 giugno 1940, nel settembre dello stesso anno fu promosso capitano. Fu quindi nominato comandante di squadriglia presso il 20º Stormo Osservazione Aerea, e poi trasferito al 76º Gruppo Autonomo Osservazione Aerea. Nel febbraio 1942 fu assegnato al 158º Gruppo del 50º Stormo d'Assalto del tenente colonnello Ferruccio Vosilla operante in Africa Settentrionale Italiana, venendo decorato con una Medaglia d'argento al valor militare per essersi distinto in combattimento su Marsa Matruh nel mese di giugno. Rimasto gravemente ferito in combattimento nel mese di novembre fu ricoverato in ospedale, riprendendo servizio nel maggio 1943 a Padova, presso il battaglione presidiario della 2ª Squadra aerea. Li si trovava all'atto della proclamazione dell'armistizio dell'8 settembre 1943. riuscì a raggiungere Bari, nell'Italia del sud, riprendendo servizio nella Italian Co-Belligerent Air Force, assegnato al comando della 4ª Squadra aerea. Nel gennaio 1944 fu posto, dal Comando Supremo, a disposizione del Servizio Informazioni Militari per operazioni nel territorio dell'Italia del nord. Sbarcato da un sommergibile sulle coste del Veneto operò in clandestinità per circa sei mesi prima di venire catturato. Deportato in Germania presso il campo di concentramento di Mauthausen fu lì ucciso dalle SS il 27 dicembre dello stesso anno.  Una via di Padova porta il suo nome.

### Fonti
1. 1 2  Ufficio Storico dell'Aeronautica Militare 1969, p. 250.
2. 1 2 3 4 5 6 7 8 9 10 11  Combattenti Liberazione.
3. ↑  Dunning 1988, p. 47.
4. 1 2  Ufficio Storico dell'Aeronautica Militare 1977, p. 155.
5. ↑  Quirinale.it
6. ↑  Bollettino ufficiale 1958, disp.15, pag.1065.